# 草東沒有派對
草東沒有派對（ツァオトンメイヨパイトゥイ、No Party For Cao Dong）は、2012年6月9日に結成された台湾の独立系ロックバンド。

## バンドメンバー
- （ボーカル、ギタリスト） Lin Gengyou（林耕佑）
  - 愛称はウー・ドゥ、台北芸術大学卒業。国籍: 台湾
- （ギタリスト） Zhan Weizhu（詹為筑）
  - 台北芸術大学のロック音楽研究会に所属。国籍: 台湾
- （ベーシスト） Zhang Haotang（張皓棠）国籍: 台湾
- （ドラマー） Huang Shiwei（黃士瑋）国籍: 台湾[2][3]

### 過去のメンバー
- ベーシスト: Yang Shixuan (演奏休止)
- ドラマー: Cai Yifan (蔡依凡故人、故人)[4]
- ドラマー: Liu Li
- ベーシスト: Zheng Jingru
- ベーシスト: Bo Ren

## 演奏経験と受賞歴
「Cao Dong No Party」は、「Wahe」と「Ugly Slave」の計2枚のアルバムをリリースしている。第28回ゴールデンメロディー賞、第35回ゴールデンメロディー賞のベストバンド賞など、多くの賞を受賞した。「草東無党」はかつて海外でゲームのために「Return a Wish」という曲を歌い、好評を博した。この曲はかつて北米の毎年恒例の音楽・芸術フェスティバルに参加した。

### 2018～2021年
バンドは「Business as Usual」ツアーで復帰。ドラマーが死去。2019年3月からバンドは主要な音楽フェスティバルでツアーを行い、その後活動休止。

### 2020年5月
ライブストリーミングシリーズ「Futo Mama 5.0」の5つのエピソードを制作。

### 2021年
バンドは5月22日に台北アリーナで初のコンサート「Fudu Mama's 6.0」を開催する予定だったが、人気が高すぎて1分も経たないうちに1万1000枚のチケットが完売し、特区での転売価格は3万4500元にまで達した。ファンからは「曹東無券」というニックネームで呼ばれていたが、2019年に新型コロナウィルスの流行が拡大したため延期された。

### 2021年10月25日
バンドは中国本土でのツアーを終えた。ドラマーの蔡依凡は台北市中正区の防疫ホテルにチェックインした。当初は11月8日まで隔離されていたが、10月30日に自室で自殺しているのが発見された。享年26歳。

### 2023年
セカンドアルバム《瓦合》とツアー体験記は1年以上更新も公開もされていない。《曹東無券》は2023年4月7日、Facebookのファンページでニューアルバム「娃和」が5月5日に発売されることを正式に発表した。3月に発売され予約販売が開始され、「Bed」の歌詞MVも同時に公開された。 YouTubeの情報によると、「Bed」のドラマーはレコーディングに参加した「No Party in Caodong」の最近のドラマーである黄世偉である。
第35回金曲賞では、「No Party in Caodong」のアルバム「Wahe」が年間最優秀アルバム賞を含む6つの賞の最終候補に残り、最終的に年間最優秀アルバム賞、最優秀中国アルバム賞、最優秀バンド賞を獲得し、最も多くの賞を獲得した。

### 2024年から現在
第17回フレッシュミュージックアワード受賞「No Party in Caodong」は2024年の第17回フレッシュミュージックアワードで最優秀バンド賞を受賞した。受賞アルバムは「Wahe」

## 歌
- 山海
- 海底
- 娃河 · 2023
- 泥
- 醜隷儿· 2016
- 円筒
- 娃河 · 2023
- 強風吹
- 醜奴儿 · 2016
- 献身
- 願いを叶える · 2019
- しかし
- 娃河 · 2023
- イントロ
- 醜奴儿· 2016
- null
- 娃河 · 2023
- 私たち
- 醜奴儿· 2016
- 白昼夢
- 娃河 · 2023
- 勇敢な人
- 醜奴儿 · 2016
- 張老
- 娃河 · 2023
- 幼虫
- ワヘ · 2023
- 八
- ワヘ · 2023
- 幽霊
- 醜奴儿 · 2016
- エマ
- 醜奴儿 · 2016
- ラブソング
- 醜奴儿 · 2016
- 男の隠れ家マウンテン
- ワヘ · 2023
- いつもの
- いつも通り · 2020
- 醜
- 醜奴儿 · 2016
- 芽
- ワヘ · 2023
- 待つ
- 醜奴儿 · 2016
- 在
- 醜奴儿 · 2016[7]